# Witflankvliegenvanger
De witflankvliegenvanger (Batis molitor) is een zangvogel uit de familie Platysteiridae (lelvliegenvangers).

## Kenmerken
De vogel heeft donzige rugveren, die in een pluim opgezet kunnen worden. De lichaamslengte bedraagt 10 cm.

## Leefwijze
Deze vogel jaagt op insecten, waarbij hij soms bidt om naar insecten op bladeren te speuren.

## Voortplanting
In het komvormige nest worden 2 tot 5 eieren gelegd.

## Verspreiding en leefgebied
Deze soort komt voor in centraal en zuidelijk Afrika en telt vier ondersoorten:
- B. m. puella: van zuidelijk Zuid-Soedan en noordoostelijk Congo-Kinshasa tot Kenia en noordelijk Tanzania.
- B. m. pintoi: van Gabon tot centraal Angola en noordwestelijk Zambia.
- B. m. palliditergum: van zuidelijk Angola en zuidoostelijk Congo-Kinshasa tot Namibië, Botswana en noordelijk Zuid-Afrika.
- B. m. molitor: zuidelijk Mozambique, Swaziland en oostelijk Zuid-Afrika.

## Status
De grootte van de populatie is niet gekwantificeerd maar de soort wordt omschreven als schaars tot zeer algemeen. Op de Rode lijst van de IUCN heeft deze soort de status niet bedreigd.